# Répétition pentapeptidique
Une répétition pentapeptidique, ou répétition de pentapeptides, est un type de séquence peptidique observé dans les protéines sous forme de copies adjacentes de séquences de cinq résidus d'acides aminés,. On les trouve chez toutes les espèces, mais sont particulièrement présentes chez les cyanobactéries. Une telle répétition a été identifiée pour la première fois dans la protéine hglK avant d'être observée dans de nombreuses autres protéines bactériennes. La fonction de ces répétitions n'est pas connue avec certitude dans la plupart des cas, cependant, il a été proposé que celle de la protéine MfpA, un inhibiteur de l'ADN gyrase, reproduit la structure tridimensionnelle de l'ADN. Ces répétitions forment une hélice β droite régulière à quatre côtés appelée repliement Rfr.

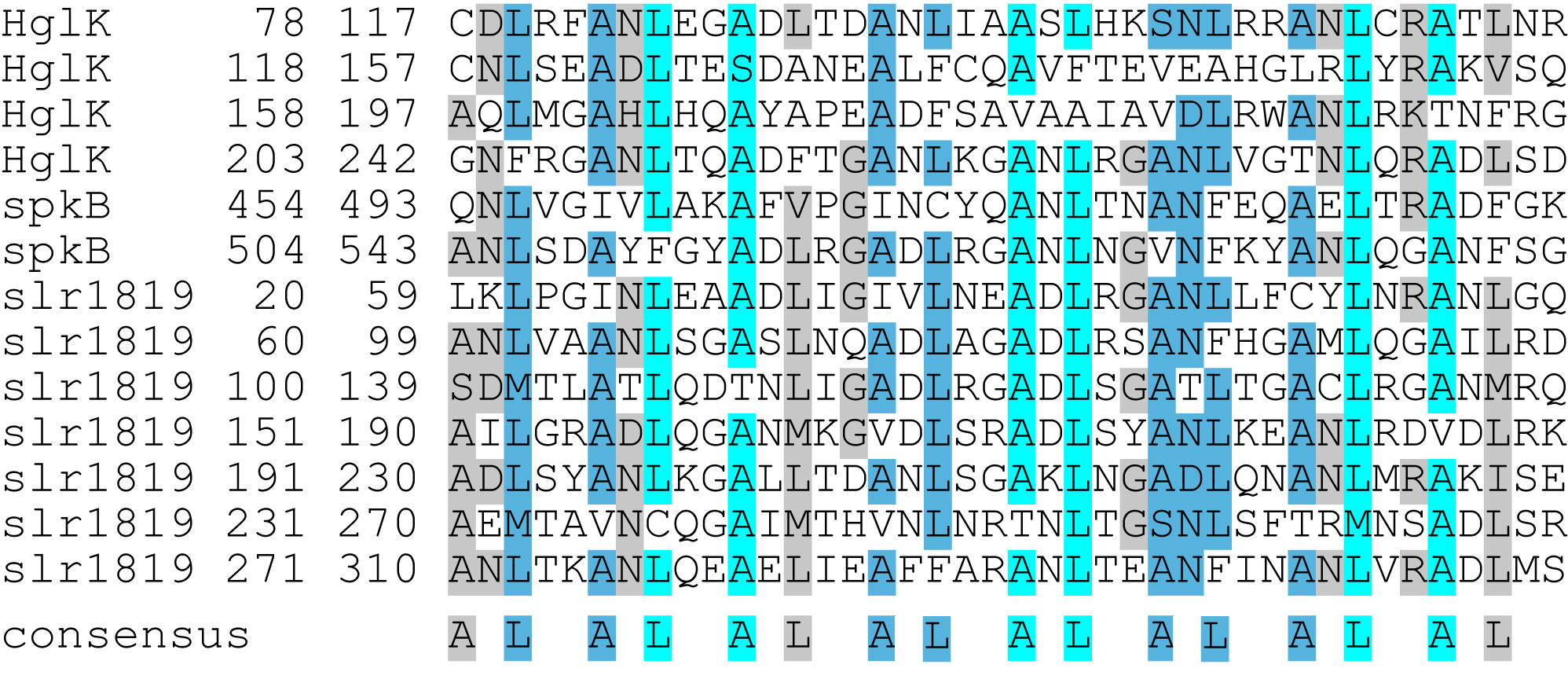
Alignements de séquences de protéines à répétitions pentapeptidiques.

Les répétitions pentapeptidiques observées dans les protéines sont à peu près de la forme Ala–(Asp/Asn)–Leu–Xaa–Xaa, soit, en utilisant les codes à une lettre, A(D/N)LXX. La position centrale de ces pentapeptides est généralement occupée par un résidu de leucine et est appelée position i ; les deux positions précédentes sont désignées par i-1 et i-2, tandis que les deux suivantes sont désignées par i+1 et i+2. Le résidu en i-2 est généralement une alanine. Les chaînes latérales des positions i-2 et i pointent vers l'intérieur hydrophobe de la protéine, tandis que les chaînes latérales des positions i-1, i+1 et i+2 sont exposées à la surface de la molécule.
On pensait initialement que les répétitions pentapeptidiques formaient des hélices β droites à trois côtés mais la première structure d'une telle protéine observée par cristallographie aux rayons X a révélé une hélice droite à quatre côtés, chaque tour d'hélice étant constitué de quatre répétitions, l'ensemble formant un domaine en solénoïde.